# Max Waldeck (Schiff)
Die Max Waldeck war der weltweit erste Eisbrecher mit Thyssen-Waas-Bug.

## Geschichte
Die Max Waldeck wurde 1966 von der Hamburger Norderwerft im Auftrag der Wasser- und Schifffahrtsdirektion in Kiel gebaut. Die Werftprobefahrt erfolgte am 17. Oktober 1967. Der Einsatzzweck des Schiffes war der Eisbrechdienst auf dem Nord-Ostsee-Kanal und Magnetismusuntersuchungen im Zusammenhang mit den seinerzeit zum Teil noch verminten Schifffahrtswegen der Nord- und Ostsee. Benannt wurde das Schiff nach dem seinerzeit 88-jährigen Max Waldeck – dieser war bis 1942 Leiter der Abteilung für Seeschiffahrtsfragen des Reichsverkehrsministeriums.
Im Jahr 1981 wurde das Schiff im Rahmen eines Forschungsprojektes von den Nordseewerken in Emden mit einem Thyssen-Waas-Bug versehen. Dieser Umbau geschah auf Kosten und Risiko der durchführenden Werft. Hätte der Bug die an ihn gestellten Anforderungen nicht erfüllt, wären die Nordseewerke verpflichtet gewesen, den alten Zustand wiederherzustellen. Die Formgebung des Vorschiffs ist geringfügig breiter als der Hauptspant des Fahrzeugs und gleicht im Unterwasserbereich einem mit definierten Kanten versehenen Kasten. Dieses Prinzip sorgt dafür, dass, wenn sich der Bug auf das zu brechende Eis schiebt, Schollen durch das Eigengewicht des Eisbrechers nach unten aus dem Eis herausgebrochen, durch die Mittelkante in zwei Stücke zerteilt und unter dem Schiff durch Einblasen von Pressluft seitlich unter das Eis geschoben werden. Das Eis gelangt so aus dem Bereich des Propellers, womit die Gefahr einer Beschädigung minimiert wird. Im März 1981 erfolgte die erste Probefahrt in finnische Gewässer. Die Tests ergaben, dass der Thyssen-Waas-Bug gegenüber konventionellen Eisbrechern eine Ersparnis bei der Antriebsleistung von gut 60 Prozent bringt.
Am Ende der Tests wurde die Max Waldeck am 31. März 1981 durch ein Feuer an Bord schwer beschädigt. Im April schleppte man das Schiff zurück zu den Nordseewerken, wo es repariert wurde. Nach etwa einem Jahr war die Max Waldeck wieder im Dienst und weitere Tests im Eis folgten. Über lange Jahre lag der Eisbrecher im Rendsburger Saatsee und wartete auf Einsätze im Eis. 2006 wurde der Eisbrecher außer Dienst gestellt, und kurz darauf für 200.000 Euro verkauft. Seit Juni 2011 war das Schiff als Anschutz für eine Hamburger Gesellschaft gelistet. Im April 2016 übernahm das niederländische Unternehmen Van der Kamp Shipsales das Schiff, der Verbleib ist unbekannt.
Die Anschutz fuhr lt. Schiffsregister zuletzt unter der Flagge von Tansania (IMO 6705949). Die letzte bekannte Position lässt sich bei Marinetraffic.com im Marmarameer verorten (Stand Oktober 2024).

## Technische Daten und Ausstattung
Der Antrieb des Schiffes erfolgt dieselelektrisch. Für die Stromerzeugung wurden drei MTU/Maybach-Dieselmotoren mit jeweils 855 kW Leistung (Typ: MD 655) verbaut. Als Hilfsdieselmotoren stehen drei Klöckner-Humboldt-Deutz-Motoren zur Verfügung (2 × F6M716 mit jeweils 110 kW, 1 × A4m514 mit 31 kW). Die Propulsion erfolgt über einen Feststellpropeller, der 1982 mit einer Kortdüse nachgerüstet wurde. Das Schiff erreichte zunächst 14 Knoten, mit dem Thyssen-Waas-Bug noch 12 Knoten.
Das Schiff kann als Schlepper genutzt werden. Dafür ist es mit einer Schleppwinde mit 38 t Pfahlzug ausgerüstet. Zusammen mit der Schleppkonsole ist das Schiff 55,34 Meter lang, ohne die Schleppkonsole beträgt die Länge 50,87 Meter.
Auf dem Achterdeck befindet sich ein Deckskran mit 10 Meter Auslegerlänge, der 3 t heben kann.
Das Schiff ist mit 15 Kammern ausgestattet, in denen 28 Personen untergebracht werden können.